# Manfred Twehle
Manfred Twehle (* 19. Februar 1941 in Berlin; † 6. Januar 1984 ebenda) war ein deutscher Politiker (SPD).
Twehle schloss die Realschule 1958 ab und machte anschließend eine Lehre als Chemigraf. Von 1963 bis 1969 war er Angestellter in der Berliner Verwaltung. 1969 wurde er Kreisgeschäftsführer der SPD Neukölln, bis er 1975 in die STADT UND LAND Wohnbauten-Gesellschaft wechselte.
1959 wurde Twehle Mitglied der SPD. Bei der Berliner Wahl 1971 wurde er zunächst in die Bezirksverordnetenversammlung in Neukölln, doch zwei Monate später rückte er in das Abgeordnetenhaus von Berlin nach, da Gerhard Böhm Bezirksstadtrat in Neukölln wurde. Bei der Wahl zum Abgeordnetenhaus 1979 konnte Twehle das Direktmandat für den Wahlkreis Neukölln 3 gewinnen. 1981 schied er aus dem Parlament aus.